# Касіян Грек
Касіян Грек (Кассіян Угличский, Касіян Учемський, у миру Костянтин Гаврас; пом. 2 жовтня 1504) — чернець Московської православної церкви грецького походження, засновник Касіянівського Учеського монастиря.
Канонізований у лику преподобних.

## Біографія
Костянтин походив із грецького роду правителів князівства Феодоро, що належать до бічної гілки роду Комнінів. Брав участь в обороні Константинополя від турків і 29 травня 1453 опинився в числі тих, що вижили. Увійшов до наближених Фоми Палеолога, переселився в Морею, а звідти в 1460 на Корфу, де прожив 5 років. Восени 1465 року приїхав до Риму у складі оточення дітей Хоми Палеолога.
12 листопада 1472 року прибув у Московії у свиті Софії Палеолог, нареченої великого князя Івана III. Прожив при великокнязівському дворі 10 років і в 1482 покинув Москву і наблизився до опального архієпископа Ростовського Йоасафа. Через рік пішов у Ферапонтов монастир, де був пострижений у чернецтво під ім'ям Кассіан на честь Кассіана Римлянина (вибір імені обумовлений римським періодом життя Костянтина).
Північне заслання спонукало Касіана познайомитися у Ферапонтовому монастирі з Нілом Сорським, Спиридоном Київським, іконописцем Діонісієм. Там він знову звернувся до давнього захоплення — писав книги. У 1477 році Кассіан з кількома ченцями залишив Ферапонтов монастир.
Після зустрічі з углицьким князем Андрієм Васильовичем Кассіан почав будівництво монастиря на річці Учмі, в 20 км на північ від Углича. В 1479 році Андрій Васильович виділив кошти на створення нової, кам'яної церкви Успіння Богоматері і наділив монастир землями: володіння його поширювалися до села Золоторуч'я, тобто практично до Углича.
Після 1491 року, коли не стало підтримки з боку углицького князя, монастир занепав. Сам же Кассіан помер 4 жовтня 1504 року у віці близько 80 років. За весь час перебування в монастирі його засновник ніколи не шукав шляхів влади і не виявляв бажання стати настоятелем. Святі мощі його були поховані у тому самому монастирі. Монастир був скасований у 1764 році, а його храми набули статусу парафіяльних.
В Угличському літописі записано багато чудес, що відбулися молитвами преподобного, зокрема, захист ним своєї обителі від річпосполитських воїнів у 1609—1611 роках.
У XVIII і XIX століттях на півострові, де колись знаходився Касіянов Учемський монастир, були побудовані дві кам'яні церкви Успіння Богоматері та Різдва Іоанна Предтечі та дзвіниця. У першій церкві була могила святого Касіяна. Наприкінці 1930-х років монастир було підірвано комуністами. Зараз над Волгою височіють лише три пагорби, та хрест і каплиця, встановлені мишкінськими краєзнавцями, нагадують про один із загублених центрів середньовічної культури.
У 1993-94 роках недалеко від руїн Учемського монастиря було збудовано та освячено церкву в ім'я преподобного Касіяна Учемського та Анастасії Узорешительниці. У 1999 році поруч із церквою було відкрито музей Учемського краю. Це музей дерев'яного зодчества, створений місцевим лісником і краєзнавцем Василем Смирновим, він у 1989 році встановив і хрест на місці монастиря. В. Смирнов і став першим директором музею.